# Propithecus deckenii coronatus
Il sifaka coronato (Propithecus deckenii coronatus) è un lemure della famiglia degli Indriidae. Come tutti i lemuri, è endemico del Madagascar.

## Classificazione
La sottospecie veniva fino a poco tempo fa classificata come sottospecie del sifaka di Verreaux (Propithecus verreauxi coronatus); dopo l'elevazione a rango di specie a sé stante del sifaka di Decken (Propithecus deckenii), il sifaka coronato è stato classificato come sottospecie di quest'ultimo. Alcuni autori, tuttavia, riterrebbero questi animali non una sottospecie di P. deckeni, ma una specie a sé stante (Propithecus coronatus).

## Distribuzione
È diffuso nel Madagascar occidentale, dove colonizza le aree di foresta decidua secca.

## Descrizione

### Dimensioni
Sono lemuri di taglia medio-grande: hanno una lunghezza media di 87–102 cm, cui si sommano 47–52 cm di coda.

### Aspetto
Il pelo è uniformemente bianco-crema, con testa, collo e gola bruno scuro e sfumature arancio su petto, spalle e fianchi.

## Comportamento
Si tratta di animali diurni e arboricoli. 
Sono abili arrampicatori e potenti saltatori, capaci di compiere lunghi balzi (anche fino a 6 m) da un albero all'altro.
Sono animali sociali, organizzati in gruppi da 2 a 8 esemplari (anche se mediamente un gruppo conta 4-5 esemplari), con un maschio e una femmina dominanti.
Amano rilassarsi al sole nelle prime ore del mattino, stendendosi sul dorso ed appoggiando le zampe anteriori su quelle posteriori tenute incrociate.

### Alimentazione

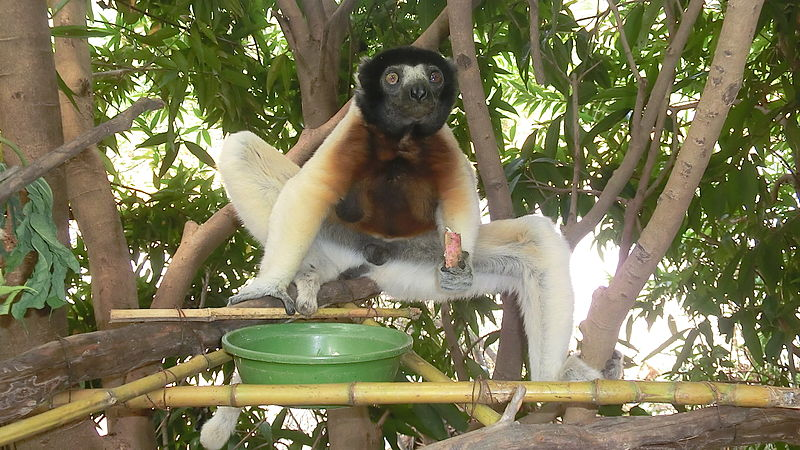
Propithecus coronatus (Madagascar)

Sono erbivori: si nutrono di foglie, fiori e frutti.